# Heiko Bals
Heiko Bals (...) è un giocatore di football americano tedesco, che gioca come runningback per i Potsdam Royals.